# Académie impériale des techniques militaires
L’Académie impériale du génie militaire est une école d'officiers fondée en 1717 par la monarchie des Habsbourg. L'adresse de l’académie a changé à plusieurs reprises : d'abord implantée à Vienne, elle a ensuite déménagé à Klosterbruck près de Znaïm (entre 1851 et 1869), de 1869 à 1904 dans la Stiftskaserne de Vienne et enfin de 1904 à 1918 à Mödling.

## Histoire

### XVIIIesiècle

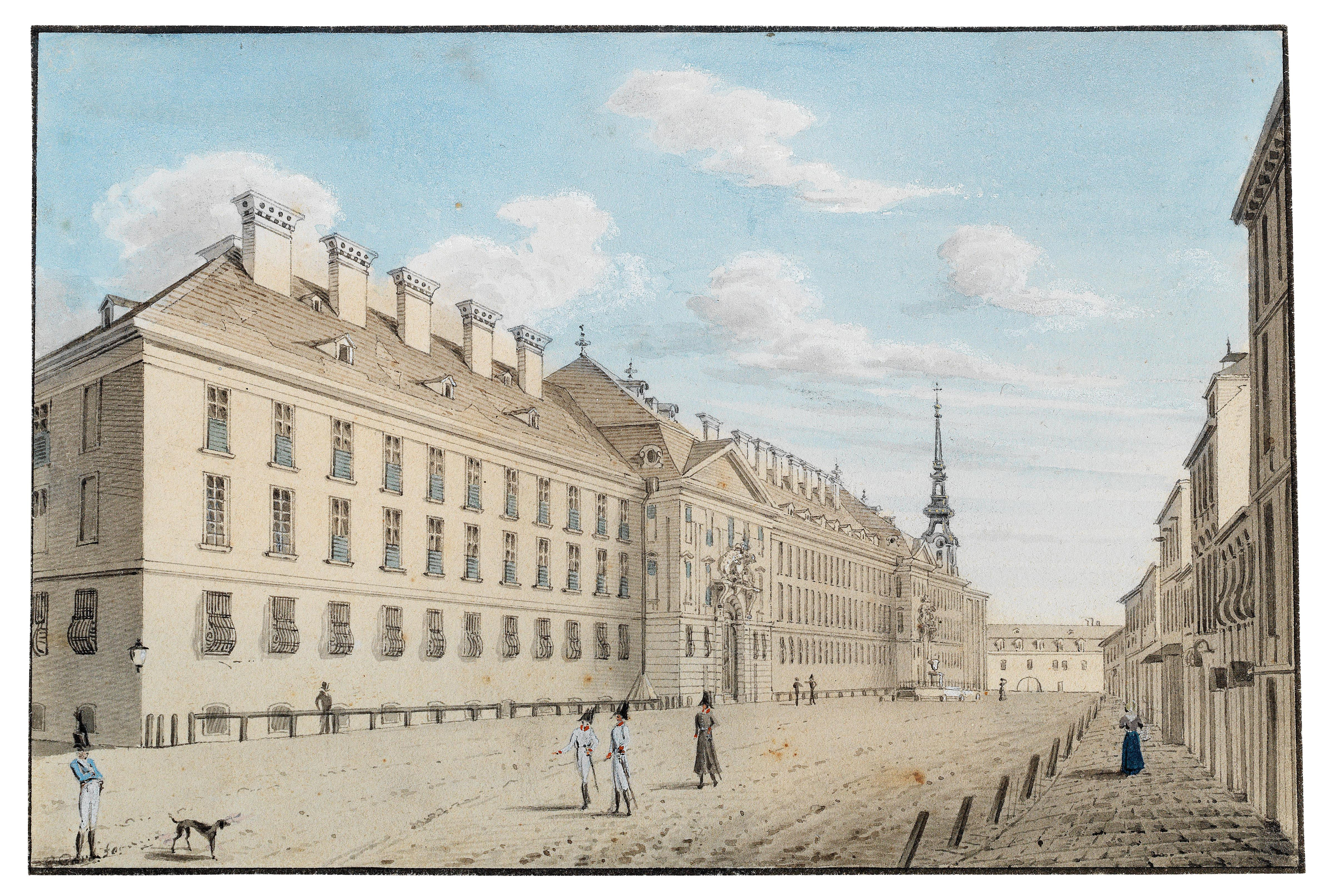
« L’Institut de la Maison de Savoie le long du canal de Laim » (Eduard Gurk, 1825).

L’Académie impériale du Génie Militaire remonte au Prince Eugène. Les combats de la guerre de succession d'Espagne lui avaient fait comprendre l'importance de disposer d'un corps d’ingénieurs : aussi tâcha-t-il de persuader l'empereur Charles VI de créer une école militaire (förmliche Ingenieur-Academia) pour répondre à ce besoin. L'école fut instituée à titre provisoire dès 1717, puis à titre définitif en 1720. Ainsi, l’Académie impériale du Génie est plus ancienne que l'Académie de la reine Thérèse, qui date de 1752.
En 1743, le conseiller de la régente Marie-Thérèse, Johann Jakob Marinoni, rédigea un mémorandum exhortant la princesse à la constitution urgente d'un corps d'ingénieurs militaires, qui fut effectivement institué en 1747. L'Académie militaire changea plusieurs fois de nom au cours de son histoire viennoise.

### XIXesiècle
C'est sous le règne de l'empereur François II que l’académie du génie atteint son apogée : elle passe alors pour la plus grande école d'ingénieurs de la monarchie Habsbourg. La fusion du corps des officiers du génie avec ceux, moins techniques, des sapeurs et des mineurs entraîne la réforme de l'académie : elle est divisée en deux écoles, l'une pour die l'Artillerie, l'autre pour le Génie. Sa réputation de technicité s'efface et même elle est transférée en 1851 à Klosterbruck près de Znaim.
En 1869, l'institution retourne à Vienne dans la Stiftskaserne  et y demeurera jusqu'à la fin des travaux à Mödling, en 1904. Selon István Deák, l'Académie Technique Militaire « ... a sans cesse formé des artilleurs, des mineurs et des sapeurs hautement qualifiés. Ses élèves étaient très savants, formaient un groupe à part dans l'Armée et étaient très respectés. »

### XXesiècle
Dans le cadre de son déclassement, la Stiftskaserne viennoise fut réaménagée à la fin du XIXe siècle. Le choix de la nouvelle implantation de l'Académie technique se porta sur la petite ville de Mödling. Le Ministère de la guerre fit ainsi l'acquisition en 1896 de 18 ha de prairie pour 4 000 000 couronnes au sud de la chênaie locale. Le remboursement de l'emprunt correspondant devait s'étaler sur plus de 54 années, mais la dissolution de l'Autriche-Hongrie au traité de Trianon y mit un terme de fait. Malgré ce déficit, l'aménagement de l'école fut très profitable pour les commerces de Mödling.
En 1901, le grand hall d’accueil était inauguré et les 25 autres bâtiments furent construits selon les plans de l'ingénieur général Paul Acham, et inaugurés le 4 novembre 1904 en présence de l'empereur François-Joseph. L'école pouvait ainsi former jusqu'à 370 sous-officiers, en pension sur place. L'institution fonctionnait de façon quasi-autarcique : outre ses ateliers militaires, ses écuries et champs d'exercice, elle possédait sa propre jardinerie, une boucherie, une clinique et un pavillon de retraite, plusieurs bibliothèques, une piscine, un salon de coiffure etc.

## Audience
Les candidats à l'entrée à l'Académie Technique Militaire de Mödling (de 1904 à 1918) se recrutaient aussi bien parmi les élèves des lycées militaires que parmi les bacheliers civils. Le cursus de l'école, en trois ans, se distinguait de celui de l'Académie de la reine Thérèse de Wiener Neustadt par le poids accru que prenaient dans la formation l'étude de l'Artillerie, la balistique et la fabrication des armes. Des aspirants issus chaque année de l'Académie Technique Militaire, 30 rejoignaient l'Artillerie, et 25 le Génie, le Train ou les Transmissions.
L'Académie Technique Militaire dispensait en principe le cours supérieur d'artillerie pour les officiers appelés à l'État-major de l'Artillerie. Les officiers qui passaient avec succès les examens de ce cursus en deux ans étaient affectés en tant qu'experts au plus hautes fonctions de l'armée et pouvaient être promus ingénieurs. En tant de paix, ces officiers pouvaient exercer les fonctions d'instructeur ou d'administrateur du service de l'artillerie.
| Commandants de l'Académie 1904–1918 | Début | Fin  |
| ----------------------------------- | ----- | ---- |
| maréchal Artur Horeczky             | 1904  | 1907 |
| chevalier Georg von Dormus          | 1907  | 1911 |
| Georg Hefelle                       | 1911  | 1914 |
| chevalier Carl von Wessely          | 1914  | 1915 |
| Oskar von Heimerich                 | 1915  | 1918 |

## Diplômés célèbres
Parmi les plus illustres élèves de l'académie militaire, on relève les noms suivants :
- maréchal baron Alexander von Krobatin, ministre de la guerre
- maréchal baron Hermann Kövess, dernier chef d’État-major de l'armée impériale
- Theodor Körner, Président de la République d'Autriche
- lieutenant-colonel Richard Körner, spécialiste de l'artillerie
- général József Heszlényi de l'armée hongroise
- Herman Potočnik, pionnier de l'astronautique
- général Moritz Erwin von Lempruch

## Son destin
Avec l'effondrement de la monarchie des Habsbourg et la proclamation, le 12 novembre 1918, de la République d'Autriche allemande, l'Académie ferma ses portes après seulement 14 années de fonctionnement sur le site de Mödling. Ses locaux accueillirent d'abord un lycée technique, mais dès le 17 novembre 1919, les autorités autrichiennes décidaient de renouer avec la tradition scientifique de l'endroit en y établissant une école d'ingénieurs civile, le Höheren Technischen Bundeslehr- und Versuchsanstalt (HTBLuVA) Mödling, offrant 154 places pour 4 options (mine et travaux en souterrain, génie civil, génie mécanique et électrotechnique) avec un corps enseignant de 10 professeurs. En l'espace de 10 ans, cette école accueillit jusqu'à 1000 étudiants répartis en 6 options.
Le résistant antinazi Robert Bernardis de Linz, lieutenant dans l'Etat-major de la Wehrmacht, était diplômé de l'HTBLuVA de Mödling et il en est l'un des plus illustres élèves.

## Voir également
- Photos anciennes de l’Académie Militaire et de l'HTL de Mödling.